# Hella Berent
Hella Berent (* 22. Januar 1948 in Thedinghausen) ist eine bildende Künstlerin. Sie lebt in Köln, „setzt sich aber gern der Fremde aus“ (Berent), so dass ihr künstlerisches Werk durch längere und kontinuierliche Auslandsaufenthalte geprägt ist. Eine zentrale Rolle nimmt die Auseinandersetzung mit dem Begriff des Raumes ein. In dem Zustand der ungebundenen Bewegung, geprägt von Freiheit, zentriert sie die Wahrnehmung als Reflexion des Raumes. Licht, Bewegung und Farbe stehen im Kontext des Gewohnten, reflektieren das Wiedererkennen des Sehens.
Berent agiert dabei vielseitig und legt sich nicht von vornherein auf eine bestimmte Gattung fest. Die Wahl des künstlerischen Mediums richtet sich auch nach den örtlichen Begebenheiten. So entstehen Rauminstallationen, Skulpturen, Fotografien, Zeichnungen, Künstlerbücher oder Gedichte.

## Leben und Werk
Nach dem Abitur in Bremen studierte Hella Berent von 1968 bis 1976 an der Hochschule für Bildende Künste in Hamburg bei Kai Sudeck, KP Brehmer und Reiner Ruthenbeck sowie an der Universität Hamburg. 1977 erfolgte der erste längere Auslandsaufenthalt in Italien. Weitere Arbeitsreisen führten die Künstlerin u. a. in die USA, nach Indien und immer wieder in den Orient (Ägypten, Syrien und Iran). 1985 erhielt sie das Villa-Massimo-Stipendium der deutschen Akademie in Rom.
Seit 1998 hält sich Berent wiederholt am .ekwc im niederländischen ´s-Hertogenbosch auf, wo sie intensive Studien der Blauglasur-Technik betreibt. 2010 war sie Gast im Field Institute auf der Raketenstation der Stiftung Insel Hombroich in Neuss.
In den 1980er Jahren war die Auseinandersetzung mit der Farbe Schwarz vorherrschend. Seit den 1990er Jahren widmet sie sich mit hoher Intensität der Erforschung der Farbe Blau. Ihre Recherchen zu den Ursprüngen des Ägyptisch Blaus, die sie sowohl in Bibliotheken als auch an unterschiedliche Meere führt, stehen in enger Verbindung mit der praktischen Herstellung von blau glasierten Tonziegeln, die die Grundlage ihrer skulpturalen Arbeiten sind.

## Preise und Stipendien
- 1987 Stipendium der Stiftung Kunstfonds Bonn
- 1986 Karl Hofer Preis, Berlin
- 1985 Stipendium Deutsche Akademie Rom Villa Massimo, Rom, Italien
- 1984 Friedrich Vordemberge–Stipendium, Köln
- 1983 Alfred Krupp von Halbach Foundation, Katalog für "Junge Künstler"
- 1983 Förderpreis des Landes Nordrhein-Westfalen für junge Künstlerinnen und Künstler
- 1981 Stipendiaten ‘81, Stipendium, Stadt Hamburg
- 1981 ars viva verliehen vom Kulturkreis der deutschen Wirtschaft
- 1977 DAAD-Stipendium, Italien

## Lehraufträge
- 2008 Gastlehrauftrag an der Haute École d’Arts Appliqués, Genf, Schweiz
- 2003 Gastlehrauftrag an der Haute École d’Arts Appliqués, MINIMALISMUS, Genf, Schweiz
- 2002 Gastprofessur ZEICHNUNG Internationale Sommerakademie für visuelle Kunst, Salzburg, Österreich
- 2001 Gastprofessur STEIN Internationale Sommerakademie für visuelle Kunst, Salzburg, Österreich
- 2001 Workshop The Burnt Blue 6th Of October, University Cairo, Egypt
- 1995 Lehrauftrag im Künstlercamp, The different perspectives in the work of women, Dhaka, Bangladesh
- 1992 Gastprofessor, Internationale Akademie für Bildende Kunst und Design, Pentiment, Hamburg
- 1991 Gastlehrauftrag, Kunstakademie, Trondheim, Norwegen
- 1991 Gastlehrauftrag, Hochschule für Bildende Künste, Hamburg

## Arbeiten in öffentlichen Sammlungen und Museen
- Altonaer Museum, Hamburg
- Artotheken in Bonn, Köln, München, Oldenburg
- Bibliothek im Eis, Antarktis
- DB Bombay, Indien
- DB Südamerika
- ekwc. ’s-Hertogenbosch, Die Niederlande
- Kunst- und Museumsbibliothek, Stadt Köln
- Kunsthalle Bielefeld, Bielefeld
- Kunsthalle Hamburg, Hamburg
- Neues Museum Weserburg, Bremen
- Lenbach-Haus, München
- Museum Ludwig, Köln
- Regierungspräsidium Stuttgart
- Sammlung der Deutschen Bank
- Sammlung Wolfgang Hanck, Neuss
- Sammlung Hoffmann, Berlin
- Sammlung Manfred Klette, Köln
- St. Agnes Kirche, Köln
- West LB, Düsseldorf

## Arbeiten im öffentlichen und privaten Raum (Installation)
- 2010 Sechsundneunzig Ziegel, Skulptur für das Büro, Privatsammlung Hamburg
- 2005 Watercolors on Walls, privater Raum, Wangerooge
- 2004 Fünfzig Ziegel, Skulptur für das Büro, Privatsammlung Hamburg
- 2000 Have Sunk, Spiegelinstallation, Castel Del Monte, Neapel, Italien
- 1999 Greek Field, 80 Köpfe von Antinoo, Cuma, Neapel, Italien
- 1999 Haus des Flüchtlings, roter Ziegelstein, Bruneck, Italien
- 1999 Bad der Diana, im Fluss Rienz, Marmor schwarz/weiß, Bruneck, Italien
- 1996 Pool Echo, Buchskulptur, Metallbox im Boden, Privatsammlung, Köln
- 1996 Time-Timelessness, Kunst und Architektur, Galerie Mirchandani, Bombay, Indien
- 1995 Athanatos, Steininstallation im öffentlichen Raum, Oldenburg
- 1994 The Mirror oneness being beyond, Buchskulptur, Metallbox in der Erde, Landeskulturzentrum Salzau
- 1994 Athanatos, Steininstallation, Indian International Centre, Neu-Delhi, Indien

## Publikationen (Einzelausstellungen)
- 2009 Risk Of Colour Hella Berent, Mariam Amini, Fariba Farghadani, Masoud Mousavizade, Shantia Zakerameli (mit Textbeiträgen von Koos De Jong, Fergus Meiklejohn, Farnoosh Daneshpanah, Hella Berent) Englisch und Farsi, Cologne, hrsg. Hella Berent und .ekwc ’s-Hertogenbosch, NL
- 2008 Hella Berent Blaue Lagune (mit Textbeiträgen von Peter Seele und Hella Berent), Karun 2008|1 Köln
- 2005 Hella Berent BLAU – Die Zärtlichkeit einer Materie (mit Textbeiträgen von Ewald Gäßler, Sabine Isensee, Ulli Seegers, Hella Berent), Isensee Verlag Oldenburg
- 2003 Caeruleus & Cerula Das Bläuliche & Das Blau des Himmels und der Meere Von Hella Berent (mit 60 Farbabbildungen, mit Textbeiträgen von Sydney H. Aufrère, Hella Berent, Hans – Joachim Bieber, Koos de Jong, Rudolf zur Lippe, J. van Erkel / P.Paaschens, Bernd Pirrung, Gajus Plinius Secundus Major, Marcus Vitruvii Pollionis, Andrea Wach, Stefan Weidner sowie mit einem Interview H.B. mit Gamal Abboud), Darling Publications, Köln
- 2002 Hella Berent DER STEIN DAS ECHO DER HIMMEL (mit Textbeiträgen von Ulli Seegers, Hella Berent Köln) Selbstverlag, Köln
- 2002 Trilogia 7 a cura di Giorgio Bonomi. Ciussi – Berent – Corneli (u. a. mit einem Textbeitrag von Elmar Zorn). Petruzzi Editore, Perugia / Italien
- 1997 Stein Skulpturen für Oldenburg (mit Textbeiträgen von Ekkehard Seeber, Katja Gohe, Rudolf zur Lippe). Isensee Verlag, Oldenburg;
- 1997 Kölner Skizzen 16. Jahrgang, Heft 2 (mit einem Textbeitrag von Ulli Seegers)
- 1994 AARON 1st Floor – Black Meadow, Hrsg. Galerie Erhard Klein, Bad Münstereifel (mit Textbeiträgen von Carl-Friedrich Schröer, Ulli Seegers und Hella Berent)
- 1993 ROM – Exil der Heiterkeit, Karl Kerber Verlag, Bielefeld (mit Textbeiträgen von Helmut Frielinghaus, Ursula Panhans-Bühler, Jo Schultheis und Hella Berent)
- 1993 Vierzehn Stationen, St. Agnes Kirche, Köln (mit Textbeiträgen von Hans-Werner Bott und Hans-Ulrich Wiese)
- 1993 33 steps, 33 stones (2 Bde.), Max Mueller Bhavan, Bombay / Indien (mit Textbeiträgen von Michael Sukale und Hella Berent)
- 1992 XXXXIV NERO, Galleria La Nuova Pesa, Rom / Italien (mit Textbeiträgen von Mario de Candia und Patrizia Ferri)
- 1990 Nervenland – Texte, Zeichnungen, Fotografien (mit Jo Schultheis), Verlag Michael Kellner, Hamburg (mit Textbeiträgen von Jo Schultheis und Ulrich Dörrie)
- 1988 lavori romani Dörrie Priess Galerie, Hamburg (mit einem Textbeitrag von Jo Schultheis, ital. Ausgabe zusätzlich mit einem Text von Cinzia Piccioni)
- 1985 Die Besteigung der Nähe, Oldenburger Kunstverein, Verlag Michael Kellner, Hamburg (ein Textband von Hella Berent mit Beiträgen von Helmut Frielinghaus, Hannes Hatje und Hilka Nordhausen)
- 1985 Der Aufbruch in die Ambivalenz der Augen beim Betrachten, Hamburger Kunsthalle, Hamburg (mit einem Textbeitrag von Hanna Hohl und Hella Berent)
- 1984 Im See liegt das Wasser ..., Dany Keller Galerie, München (mit einem Textbeitrag von Michael Krüger und Hella Berent)
- 1983 upside down – Gefühlsstürze oder die Grube des Wunderbaren, Städtische Galerie im Lenbachhaus, Kunstforum Maximilianstraße, München (mit Textbeiträgen von Helmut Friedel, Christine Hoffmann, Christian Manfred Klette und Hella Berent)
- 1980 Zeichnungen, Objekte a strati, Fotos, Filme Künstlerhaus Hamburg (mit Textbeiträgen von Gabriella Benecke, Chris Hoffmann, Wolfgang Woessner und Hella Berent)